# گابریل سانتوس
گابریل سانتوس (انگلیسی: Gabriel Santos؛ زادهٔ ۴ مهٔ ۱۹۹۶) ورزشکار ورزش شنا اهل برزیل است.
وی در مسابقات کشوری و بین‌المللی در مجموع برندهٔ ۱ مدال طلا و ۱ مدال نقره شده‌است.